# 11707 Grigery
11707 Grigery eller 1998 HW17 är en asteroid i huvudbältet som upptäcktes den 18 april 1998 av LINEAR i Socorro County, New Mexico. Den är uppkallad efter Chelsea Nicole Grigery.